# تمارا شيكونوفا
تمارا شيكونوفا (1948 - 31 مارس 2021) كانت مدافعة أوزبكية عن حقوق الإنسان، وناشطة ضد عقوبة الإعدام والتعذيب، ومؤسسة «أمهات ضد عقوبة الإعدام والتعذيب».
ولدت شيكونوفا في طشقند، وبدأت حملتها الانتخابية بعد اعتقال ابنها ديمتري في عام 1999 وإعدامه في يوليو 2000 وعملت ضد عقوبة الإعدام، التي ألغتها أوزبكستان في عام 2008. وفازت بكولومبي دورو وعام 2005 نورمبرج الدولية جائزة حقوق الإنسان.
أخيرًا، تبنت دولة أوزبكستان ميثاق الأمم المتحدة للحقوق المدنية وألغت عقوبة الإعدام.
انتقلت شيكونوفا في وقت لاحق إلى إيطاليا، حيث قامت بحملة عبر أوروبا، لا سيما ضد استمرار استخدام عقوبة الإعدام في بيلاروسيا الدولة الأوروبية الوحيدة التي لا تزال تنفذ عمليات الإعدام.
توفيت في 31 مارس 2021 في مدينة نوفارا الإيطالية، حيث كانت تعيش في مجتمع سانت إيجيديو.